# スティーヴン・キング/痩せゆく男
『スティーヴン・キング/痩せゆく男』（原題: Thinner）は、1996年のアメリカ映画。スティーヴン・キングの小説『痩せゆく男』（原題同じ。1984年発行）を原作にしたホラー映画。

## ストーリー
肥満体のやり手弁護士ビリーは、ある夜ジプシーの老女を誤って轢き殺してしまう。罪に問われたくなかった彼は、顔馴染みの警察署長と判事に頼み込んで事件を揉み消してもらうのだった。その裁判の帰り、ビリーの前に現れたジプシーの老人が、彼の頬に触れて「痩せてゆく」とつぶやく。すると、翌日から本当にビリーは急激に痩せていく。後に彼は、この原因がジプシーの呪いによるものだと知る。共犯者たちは呪いにより報いを受けた。恐怖に怯え許しを乞うビリーを突き放す老人。ドン底に落ち絶望から顔を上げたビリーは絶叫する。「町の、白人の呪いをかけてやる」。老人たちは嘲笑うが、ビリーに恩義があるマフィアのジネリはジプシーのキャンプを闇に紛れ襲撃。笑いながら自動小銃を乱射、死傷者を出す。コミュニティ崩壊の危機に、老人は呪いを解除する方法をビリーに教えざるを得なくなった。その方法は誰かに呪いを移して死なせるものであり、「平穏に死にたければ」運命を受け入れろと忠告されたビリーは思わぬ行動に出るが、既に彼の人生は取り返しのつかない場所に辿り着いていた。

## キャスト
※括弧内は日本語吹替
- ビリー・ハレック - ロバート・ジョン・バーク（樋浦勉）
- リチャード・ジネリ - ジョー・マンテーニャ（池田勝）
- ジーナ・レムキ - カリ・ウーラー（勝生真沙子）
- ハイディ・ハレック - ルシンダ・ジェニー（高島雅羅）
- リンダ・ハレック - ベサニー・ジョイ・レンツ（こおろぎさとみ）
- タドゥツ・レムキ - マイケル・コンスタンティン（鈴木泰明）
- スザンヌ・レムキ - イルマ・セント・ポール（磯辺万沙子）
- マイク・ヒューストン医師 - サム・フリード（谷口節）
- リーダ・ロッシントン - エリザベス・フランツ（沢田敏子）
- ケアリー・ロッシントン判事 - ジョン・ホートン（塚田正昭）
- ダンカン・ホープリー署長 - ダニエル・フォン・バーゲン（小室正幸）
- ドラッグストアの店主 - スティーヴン・キング（星野充昭）

## スタッフ
- 監督：トム・ホランド
- 製作：リチャード・P・ルビンスタイン、ミッチェル・ゲイリン
- 原作：スティーヴン・キング
- 脚本：マイケル・マクダウェル、トム・ホランド
- 撮影：キース・ヴァン・オーストラム
- 音楽：ダニエル・リット
- 編集：マーク・ローブ